# 해남파
해남파(중국어: 海南派)는 무협물에 나오는 무림 문파. 해남파는 구무협 시기 주로 새외무림 중에서 동중국해, 남중국해에서 득세하는 해양세력의 중소문파로 취급되었다. 주로 해남도 여모봉(黎母峰)에 위치한 문파이다. 곤륜파, 점창파, 공동파마냥 중원과 멀리 떨어져 있다보니 새외무림의 세력으로 등장하는 경우가 종종 있다.
해남파는 위치 자체는 하이난 섬에 있는 문파이지만 모티브는 실제 중국사에 등장하는 대만 섬의 명말청초 동녕 왕국과 정성공을 포함한 동중국해에서 활동하는 명청대의 중국 해적에서 모티브 된 무림 세력이라고 할 수 있다. 다만 해남파가 사파가 아닌 정파로 주로 묘사된다는 점을 감안하면 단순한 해적보다는 반청복명을 내건 정성공과 동녕 왕국이 좀 더 무협물 속의 해남파에 가까울 것이다.